# Pangüita
La pangüita es un mineral extraterrestre, esto es, que no se encuentra en la Tierra, formado por óxido de titanio descubierto en 2012 en inclusiones del meteorito Allende, una condrita carbonosa caída el 8 de febrero de 1969 sobre el estado de Chihuahua, en México.
Lleva el nombre de Pan Gu, un gigante de la antigua mitología china que fundó el mundo separando el yin del yang para crear la tierra y el cielo. El mineral y su nombre han sido aprobados por la Asociación Mineralógica Internacional. La Pangüita posee una composición de (Ti4+,Sc,Al,Mg,Zr,Ca)1.8O3. En la Pangüita se encuentra titanio, escandio, aluminio, magnesio, zirconio, calcio y oxígeno. En las muestras también fue encontrado zirconio enriquecido. La pangüita fue encontrada en asociación con otro mineral identificado como davisita y con olivina agregada. Es un mineral refractario, como los que se formaron bajo altas temperaturas y presiones enormes, lo que ocurrió hace más o menos 4500 millones de años, al comienzo de nuestro sistema solar, por lo que se cree anterior a la formación de los planetas.

## Clasificación
En la clasificación Hoelzel se define como "grupo Betafite de titanio en la estructura B-posición dominante" en el sistema no. 4.CJ.1.